# Staurodiscus gotoi
Staurodiscus gotoi is een hydroïdpoliep uit de familie Laodiceidae. De poliep komt uit het geslacht Staurodiscus. Staurodiscus gotoi werd in 1927 voor het eerst wetenschappelijk beschreven door Uchida. 